# Trío Arbós
El Trío Arbós es un grupo de música de cámara español. Está formado por Ferdinando Trematore, violín; José Miguel Gómez, violonchelo y Juan Carlos Garvayo, piano. Toma el nombre del célebre director, violinista y compositor español Enrique Fernández Arbós (1863-1939). En el año 2013, obtuvo el Premio Nacional de Música en la modalidad de Interpretación.

## Repertorio
Su repertorio abarca desde obras del clasicismo y el romanticismo (integrales de Mozart, Beethoven, Schubert, Mendelssohn, Schumann, etc.) hasta la música de nuestro tiempo. Desde su formación en 1996, uno de los principales objetivos del Trío Arbós ha sido la contribución al enriquecimiento de la literatura para trío con piano a través del encargo de nuevas obras. Compositores como Georges Aperghis, Ivan Fedele, Toshio Hosokawa, Luis de Pablo, Mauricio Sotelo,  Jesús Torres, Jorge Fernández Guerra, Bernhard Gander, José Luis Turina, José María Sánchez Verdú, César Camarero, José Manuel López López, Hilda Paredes, José Río-Pareja, Aureliano Cattaneo, Gabriel Erkoreka, Miguel Gálvez Taroncher, Harry Hewitt, Roberto Sierra, Marilyn Shrude, Jorge E. López y Germán Cáceres, entre otros, han escrito obras para el Trío Arbós.

## Historia
Desde su fundación en Madrid en 1996, es uno de los grupos de cámara más prestigiosos del panorama musical español y actúa con regularidad en las principales salas y festivales internacionales a lo largo de más de 30 países: Konzerthaus de Viena, Conservatorio Chaikovski de Moscú, Academia Sibelius de Helsinki, Wittener Tage für neue Kammermusik, Teatro Colón de Buenos Aires, Auditorio Nacional de Música de Madrid, Festival de Kuhmo, Bienal de Venecia, Festival de Spoleto, MUSICA Festival de Estrasburgo, Filarmónica de Berlín, Festival Klangspuren, ULTIMA de Oslo, Time of Music de Viitasaari, Nuova Consonanza de Roma, Festival de Ryedale, Quincena Musical Donostiarra, Festival Internacional de Música Contemporánea de Alicante, Festival Internacional de Música y Danza de Granada, Semana de Música Religiosa de Cuenca, Santander, Festival Casals de Puerto Rico, etc.
El Trío Arbós ha realizado más de 20 grabaciones para sellos como Naxos, Kairos, Col Legno, Verso, Ensayo y Fundación Autor, dedicadas a Joaquín Turina, Jesús Torres, César Camarero, Luis de Pablo, Mauricio Sotelo, Roberto Sierra y otros muchos compositores españoles e iberoamericanos. Ha grabado para KAIROS el triple concierto Duración Invisible de César Camarero con la Orquesta Nacional de España dirigida por Peter Hirsch. 
Durante cuatro temporadas, el Trío Arbós se estableció como conjunto en residencia del Museo Nacional Centro de Arte Reina Sofía de Madrid. Su proyecto Triple Zone para la ampliación y difusión de la literatura para trío con piano ha sido patrocinado por la Ernst von Siemens Musikstiftung y por la Fundación BBVA.

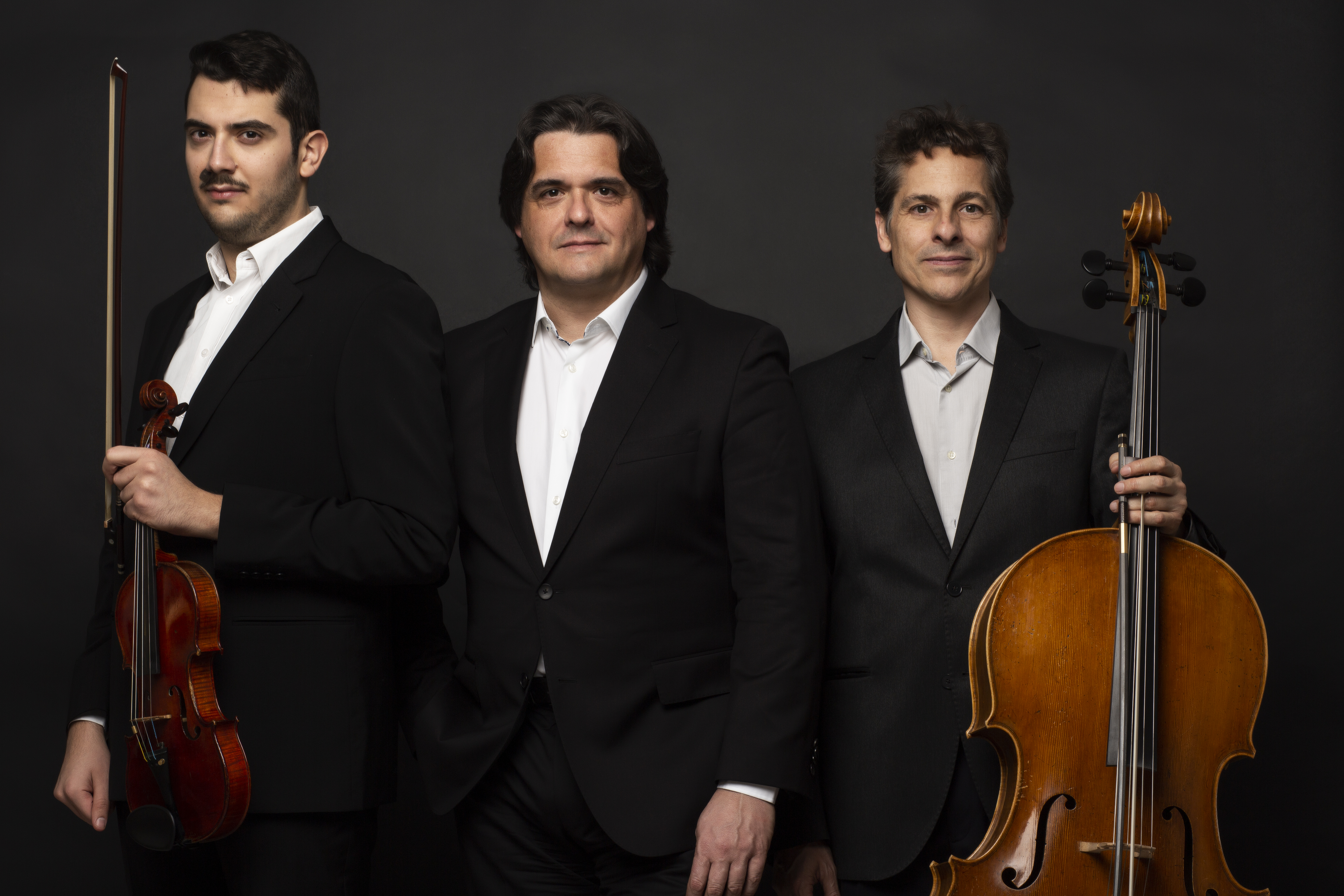

## Grabaciones

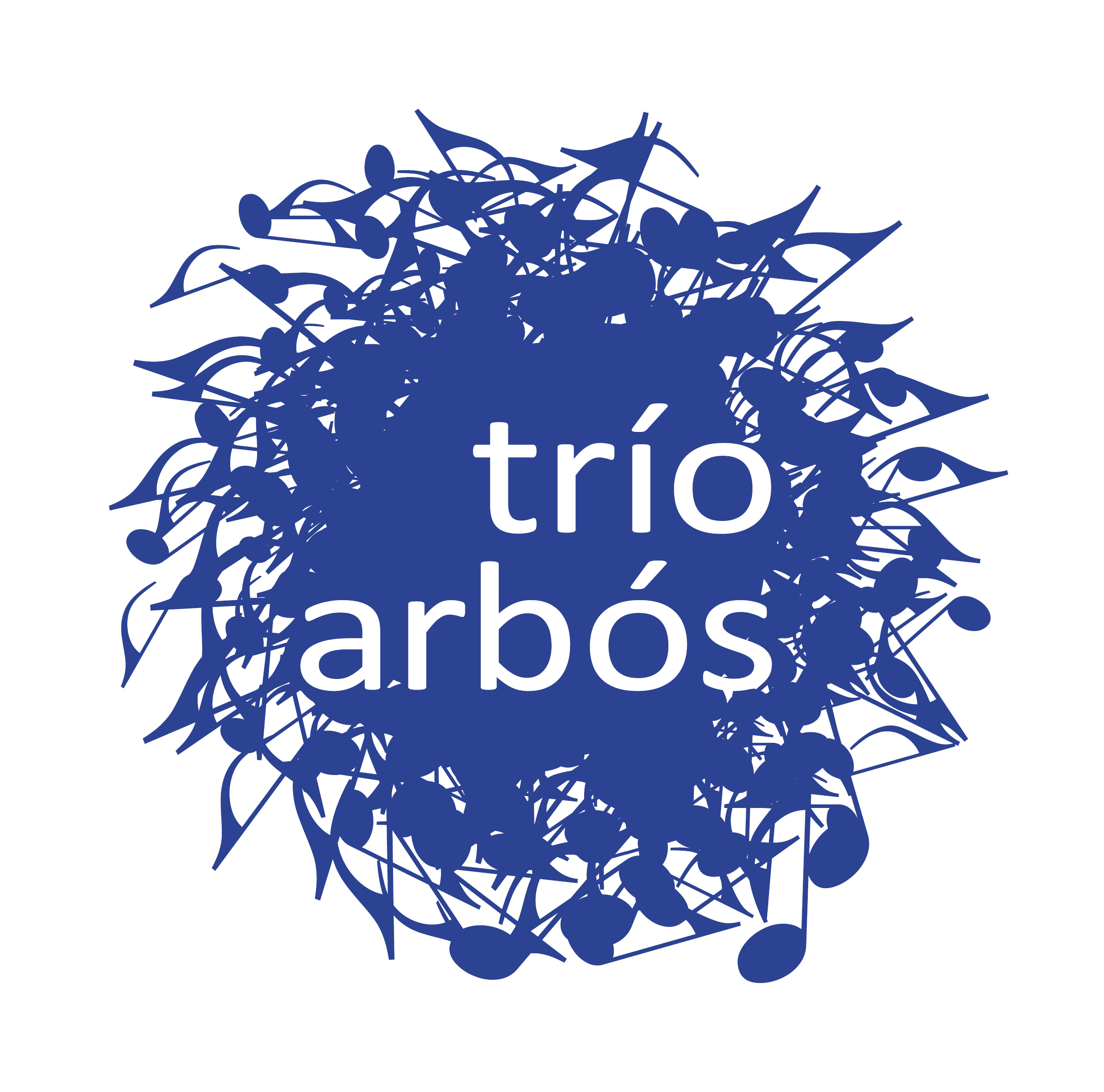

- Luis de Pablo (1930). Chamber music. Col Legno
- Joaquín Turina (1882-1949). Complete piano trios. Naxos
- Komponisten Polyphonie. I. Cervantes Bremen
- Sones y Danzones (Latinamerican music for piano trio). Ensayo
- Jesús Torres (1965). Música de Cámara. Fundación Autor
- Jesús Villa – Rojo (1940). Música de Cámara. Lim Records
- César Camarero (1962). A través del sonido de la lluvia. Fundación Autor
- Jesús Torres (1965). Manantial de luz. Kairos
- Luis de Pablo (1930). Piano tríos. Verso
- Mauricio Sotelo (1961). De oscura llama. Anemos
- Wittener Tage für Neue Kammermusik 2009. Piano trios by Bernhard Gander and George E. López. WDR Köln
- Jesús Torres (1965). Cuentos de Andersen. Verso
- César Camarero (1962). Duración Invisible. Kairos
- Roberto Sierra (1963). Piano trios. Naxos
- Play it again. (Varios compositores). Non Profit Music Foundation.
- José Río-Pareja (1973). La rivière sans socle. Verso
- Jorge Fernández Guerra (1952). Los niños han gritado. Verso
- José Manuel López López (1956). La grande Céleste. Verso
- Nikolai Kapustin (1937). Tríos con piano. Fundación Non Profit Music
- Sonata Concertata a Quattro. Cuartetos con piano de J. Bautista, J. Turina y F. Remacha. Trío Arbós & Rocío Gómez. IBS Classical
- Gabriel Erkoreka (1969).  Música de cámara. Verso
- Evocación del viejo Madrid. E.Fernández Blanco, A.Martín Pompey, G.Gombau (1902, 1902, 1906).IBS Classical
- Spanish Piano Trios. Malats, Pedrell, Granados. IBS Classical
- Travesías. Juan Carlos Garvayo, Paco de Lucía, Popular, Jesús Torres, Moraito Chico. Sacratif
- Zarzuela-Miralles. Ruperto Chapí, Amadeo Vives, Federico Chueca, Tomás Bretón, Francisco Asenjo Barbieri, Agustín Lara. Sacratif